# 廉殷鉉
廉 殷鉉（ヨム・ウニョン、1914年2月22日 - 1999年1月19日）は、朝鮮半島出身のバスケットボール選手。本貫は坡州廉氏。
1936年ベルリンオリンピックに日本代表選手の一人として出場した。 第二次世界大戦後は大韓民国で西洋史の大学教員となった。

## 生涯
ソウル出身という。延禧専門学校（現在の延世大学校）のバスケットボール部で、センターとして活躍。1936年の全日本選手権では朝鮮代表（延禧専門学校）として出場し、優勝した。1936年ベルリンオリンピックには日本代表選手の一人として出場した。この時の日本代表チームには、廉殷鉉を含む3人の朝鮮人選手が参加していた。ほかの2人も全日本選手権優勝メンバーで、李性求（延禧専門学校OB）・張利鎮（延禧専門学校学生）である。
Olympediaによれば、廉殷鉉は第二次世界大戦後、延世大学校に西洋史の教員として招かれ、1957年以後は成均館大学校に勤務したという。歴史学者の廉殷鉉は京都帝国大学を卒業した人物であるが、高嶋航（2018年）によれば、ベルリンオリンピックに出場した廉殷鉉は京都帝国大学（現在の京都大学）に進学したという。これらの情報をもとにすれば、オリンピック後に廉殷鉉は以下のような軌跡をたどったことになる。
京都帝国大学への進学時期については、1937年もしくは1939年という。検定を通過しての入学であった。文学部史学科で西洋史を専攻し、1941年12月に卒業した。1945年12月、気鋭の学者であった廉殷鉉は、洪以燮ら延禧専門学校を中心とする学者たちとともに「歴史学会」を設立した。新学会の設立には、従来朝鮮で権威ある学会であった震檀学会が、親日派の処分をめぐる問題や左右対立に揺れるなどの状況があった。廉殷鉉は1945年から1950年まで延禧大学校（延禧専門学校が1946年に改称）で西洋史を講じた。児童文学者尹石重によれば、朝鮮戦争中にアメリカ陸軍第8軍は知識人や芸術家を集めた「心理作戦課」を設けており、閔丙台や沈禎燮、李相佰や廉殷鉉らもここに集まっていて、尹石重もともに仕事をしていたという。1957年に廉殷鉉は成均館大学教授となっている。
『毎日経済新聞』は、ベルリンオリンピックに出場した廉殷鉉が1999年1月19日に死去したという訃報を載せている。